# Auwa Thiemann
August-Walter „Auwa“ Thiemann (* 15. Mai 1950 in Hamm; † 5. Mai 2014) war ein deutscher Profiangler und Angelcoach sowie Moderator der TV-Formate Fish 'n' Fun – Die Angelshow und Angel-Duell – Zwei Profis am Haken auf DMAX.

## Leben
Bereits im Alter von fünf Jahren begann der Westfale heimlich im Kurpark seines Wohnorts Fische zu angeln. 
Viele Jahre trat Auwa Thiemann als Entertainer, Moderator und Diskjockey in verschiedenen ostwestfälischen Unterhaltungs-Betrieben auf. Unter anderem auch als DJ im Tanzpalast In Hannover Misburg Kurhaus Friedenstal. Er begründete z. B. den legendären Ruf des „Cafe Europa“ in Bielefeld und „Wegeners Tenne“ in Löhne-Gohfeld. Seine lustigen und markigen Ansagen zeichneten früh sein Talent, andere wortreich mit Witz und Charme zu fesseln und unterhalten zu können. Er besann sich in dieser Zeit seiner Angelleidenschaft, als Ausgleich zu seiner Nachtarbeit. In der Zeit vom 13. Oktober 1979 bis 11. Dezember 1980 moderierte er gemeinsam mit Manfred Sexauer die TV-Sendung Musikladen in der ARD.
Anfang der 1990er Jahre kaufte sich Auwa Thiemann den Kutter „Dicke Berta“ und machte sein Hobby zum Beruf, indem er Angeltouren veranstaltete, Seminare hielt und als freiberuflicher Journalist für große Angelmagazine, beispielsweise den Blinker, arbeitete.
Auwa Thiemann verstarb am 5. Mai 2014 nach kurzer, schwerer Krankheit. Seine Asche wurde der Ostsee übergeben.

## Moderation auf DMAX
Auwa Thiemann bezeichnete sich selbst als „Allrounder“, der vom feinen Posenangeln über das Fliegenfischen bis hin zum Big Game über ein fundiertes Wissen verfügte. In seinen Seminaren und Guidingtouren ging es ihm darum, Know-how, Taktik und Können zu vermitteln. Sein Leitsatz dabei lautete: „Einmal sehen ist besser als 1000 mal hören.“
Seine zunehmende Popularität führte dazu, dass verschiedene Fachzeitschriften ihn vorschlugen, als für die DMAX-Reality-Show Fish 'n' Fun – Die Angelshow ein passender Moderator gesucht wurde. Seit 2006 moderierte er diese Sendung und brachte zusammen mit anderen Profianglern, Anfängern wichtige Grundlagen und kleine Tricks rund um das Angeln bei. Ergänzt wurde die Sendung durch Zubereitungstipps und Rezepte rund um das Thema Fisch vom „Junge-Wilde“-Koch Steffen Sonnenwald.